# Allée du Zénith
L'allée du Zénith est une voie située dans le 19e arrondissement de Paris, en France.

## Origine du nom

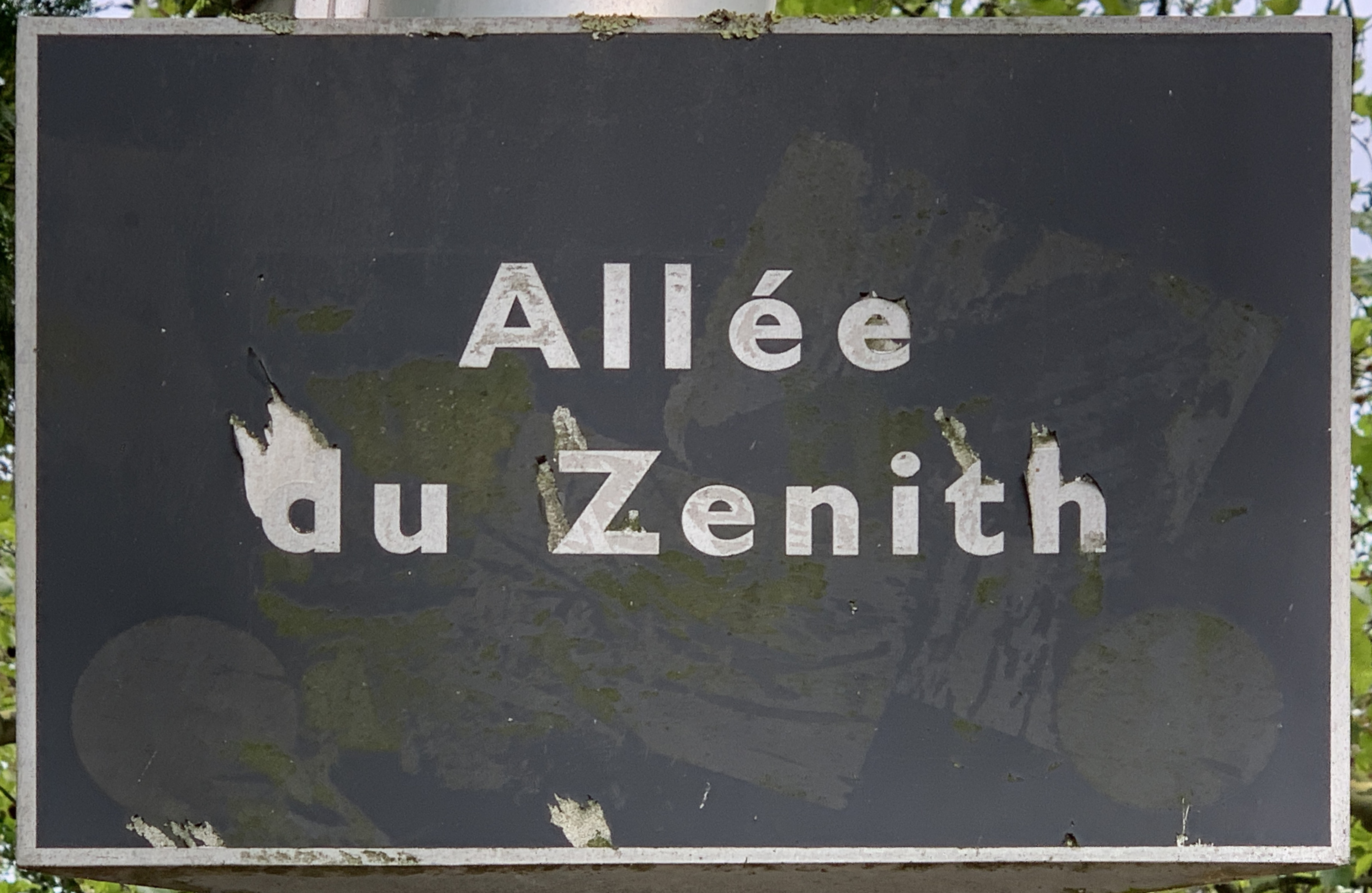
Plaque de l'allée.